# Bolama
Bolama é uma região da Guiné-Bissau que corresponde ao Arquipélago dos Bijagós. Sua capital é a cidade de Bolama. Possui 32424 habitantes, correspondente a 2,24% da população do país. A região esteve no centro da Questão de Bolama, um conflito diplomático que opôs Portugal ao Reino Unido na primeira metade do século XIX.

## Sectores

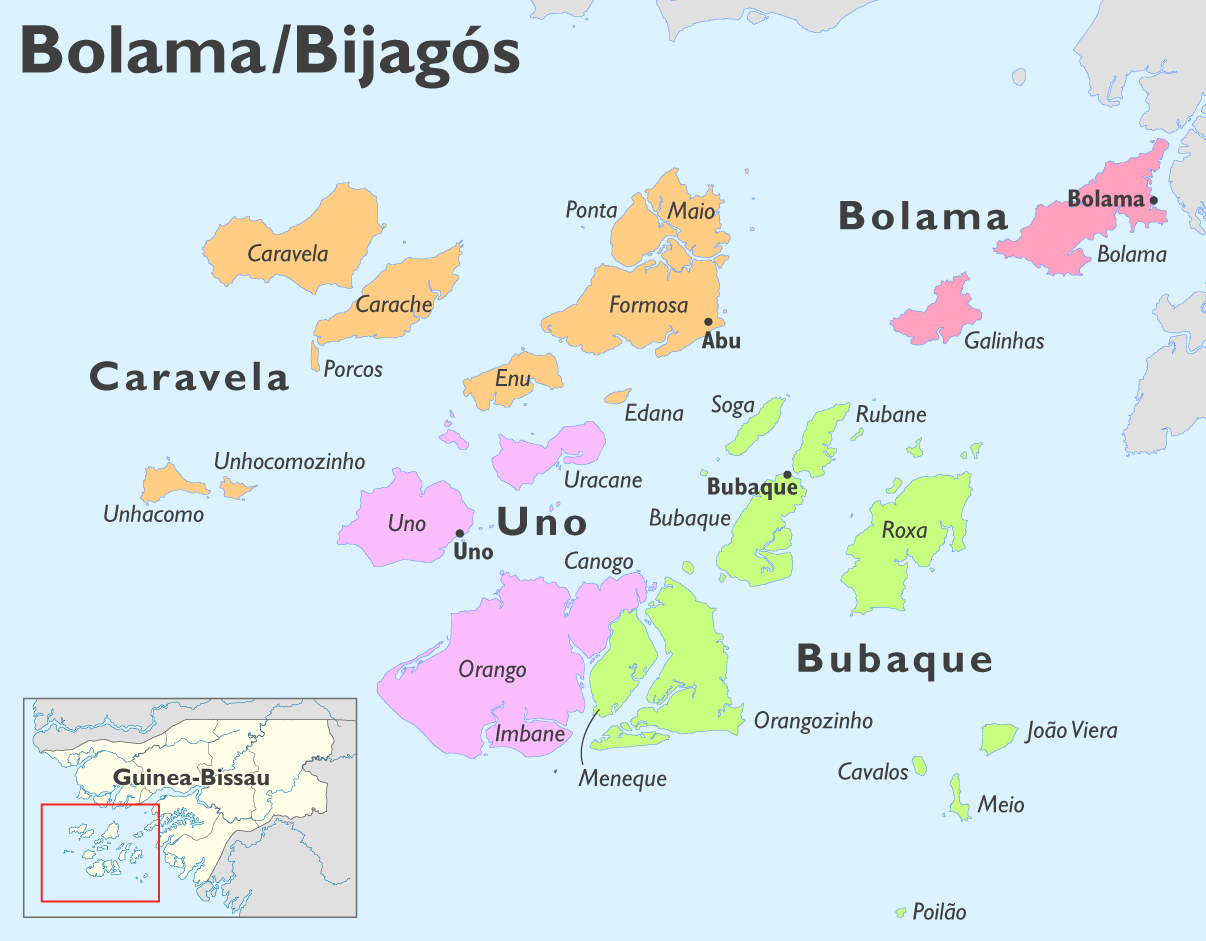
4 Setors (desde 2004)

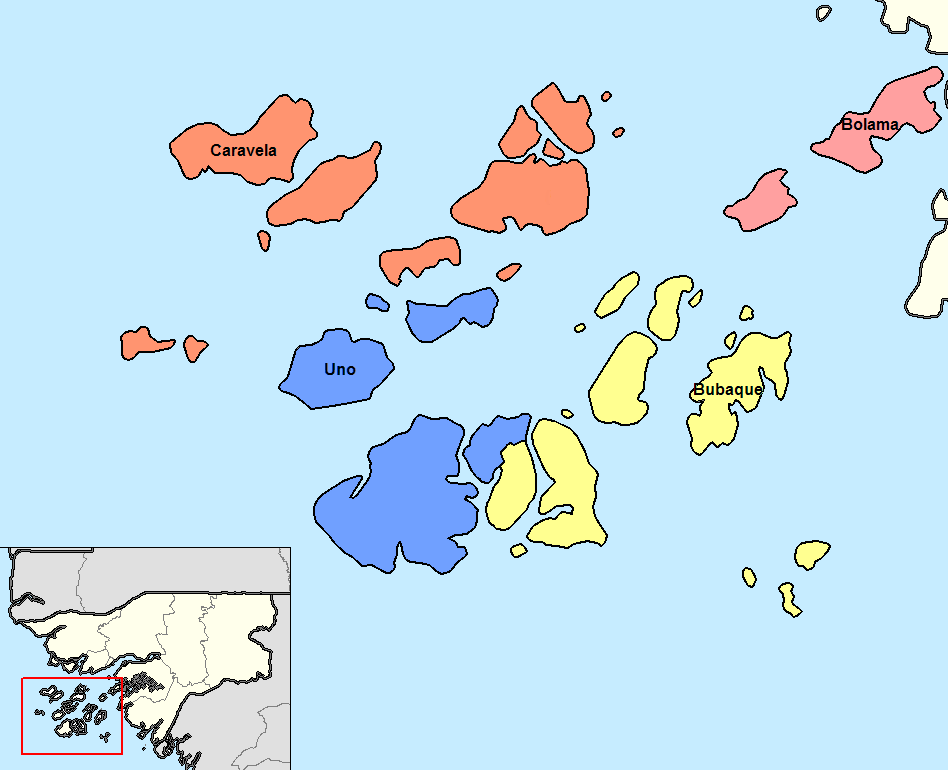
3 Setors (até 2004)

- Bolama
- Bubaque
- Caravela
- Uno

## Demografia
| 1979  | 1991  | 2009  |
| 25743 | 26891 | 32442 |

## População por etnia e religião
A etnia Bijagós corresponde a quase 2/3 da população (64,3%). Menos expressiva na região é a etnia Balanta mané (menos de 0,1%).
Nesta região os cristãos são maioritários (30,7%), seguidos dos animistas ( 24,6%) e os muçulmanos (14,9%).

## Património
Possui Museus em Eticoga e Bubaque.

## Infraestruturas

### Transporte

#### Transporte Marítimo
Possui dois portos de águas profundas: Bolama e Bubaque

#### Transporte Aéreo
A ilha de Bubaque possui 1 Aeroporto.

### Hospitais/Postos de Saúde
Existem Hospitais/Posto de Saúde nas localidades de Abu, Anônho, Bubaque, Eticoga e Bolama.

## Parques Nacionais/Áreas Protegidas

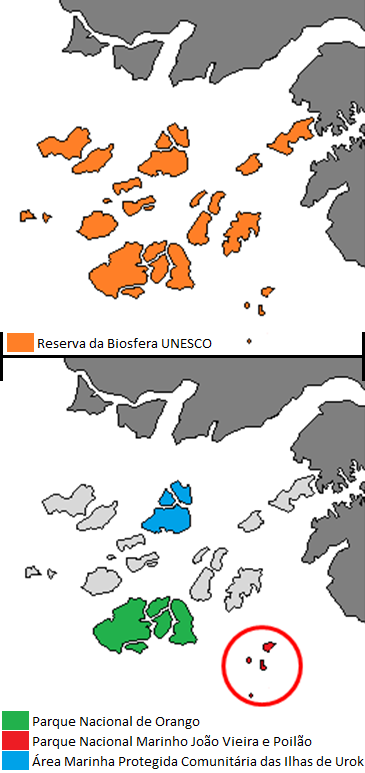
Reserva da Biosfera, Parques Nacionais e Áreas Protegidas

Toda a Região de Bolama/Arquipélago dos Bijagós está classificada como Reserva da Biosfera pela UNESCO desde 1996. Existem dois Parques Nacionais, o Parque Nacional de Orango e o Parque Nacional Marinho João Vieira e Poilão e uma Área Protegida, a Área Marinha Protegida Comunitária das Ilhas Formosa, Nago e Tchedia (Urok).

### Parque Nacional de Orango

#### Classificações do Parque
Reserva da Biosfera - 16 Abril de 1996, UNESCO e Sítio Ramsar - Zona húmida de importância mundial.

#### Ilhas que constituem o Parque
Ilhas de Orango, Orangozinho, Meneque, Canogo e Imbone e os ilhéus de Adonga, Canuopa e Anhetibe.

#### Biodiversidade

##### Flora
Existem no parque mangais e palmeiras (Elaeïs guineensis).

##### Fauna
Existem no parque populações de hipopótamos (Hippopotamus amphibius), de crocodilos (Crocodylus e C. Tatraspis tetraspis) , de tartarugas marinhas (Chilonia mydas, Eretmochelys imbricata, Lepidochelys olivacea, Caretta carettae Dermochelys coriacea), de gazela-pintada (Tragelaphus scriptus), macaco-verde (Cercophitecus aethiops), lontras (Aonyx capensis), os manatins (Trichechus senegalensis) e os golfinhos (Sousa teuszii e Tursiops truncatus), andorinhas-do-mar (Sterna caspia e S. Maxima) e papagaios-cinzentos (Psittacus erithacus).

### Parque Nacional Marinho João Vieira e Poilão

#### Classificações do Parque
Reserva da Biosfera - 16 Abril de 1996, UNESCO, Sítio Ramsar - Zona húmida de importância mundial e Dom à Terra: 18 Março de 2001, WWF.

#### Ilhas que constituem o Parque
João Vieira, Cavalo, Maio e Poilão e três ilhéus (Baixo das Gaivotas).

#### Biodiversidade

##### Flora
Existem no parque mangais, palmeiras (Elaeïs guineensis) e mais de 45 espécies de plantas e ervas medicinais.

##### Fauna
O parque acolhe golfinhos (Sousa teuszil e Tursiops iruncatus), andorinhas-do-mar (Sterna maxima e Sterna Caspia), gaivinas-negras (Chilidonias niger), papagaios-cinzentos (Psittacus erithacus), Tartaruga-verde (Chelonia mydas), Tartaruga-de-Ridley (Lepidochelys olivacea), tartaruga de escama (Eretmochelys imbricata), Tartaruga-careta (Caretta caretta) e Tartaruga-de-couro (Dermochelys coreacea).

### Área Marinha Protegida Comunitária das Ilhas de Urok

#### Classificações do Parque
Rede das Áreas Protegidas da África Ocidental, RAMPAO.

#### Ilhas que constituem o Parque
Formosa, Nago e Chediã e alguns ilhéus (Quai, Ratum, Acoco).

#### Biodiversidade

##### Flora
Na área protegida comunitária existe Mangal (Avicennia germinans, Rhizophora racemosa, Rhizophora mangle, Rhizophora harrisonii, Laguncularia racemosa e Conocarpus erectus), Palmar (Elaeïs guineensis), as árvores Tagara, Pau-bicho, Farroba de Lala, Pau-carvão e o Poilão.

##### Fauna
Existem populações de Manatins, Pelicanos, Flamingos cor-de-rosa, Garças, Gaivinas, Tartarugas Verdes, Abutre-das-palmeiras, golfinhos (Tursiops trucatus) e conchas (Combés-Anadara senilis).

## Clima
Com um clima tropical, as ilhas têm duas estações bem definidas: a das chuvas, entre Maio e Outubro, e a seca, de Novembro a Abril.. A temperatura é sempre elevada, sendo os meses de Dezembro e Janeiro os mais frescos.